# 첨가 행렬
수학에서 첨가 행렬(添加行列, 영어: augmented matrix) 또는 덧붙인 행렬(-行列) 또는 확대 행렬(擴大行列) 또는 확장 행렬(擴張行列)은 행렬 방정식의 계수들을 나열한 행렬이다.

## 정의
행렬 방정식
{\displaystyle AX=B}
은 여러 개의 연립 일차 방정식을 한 데 묶은 것이라고 볼 수 있다. 여기서 나오는 행렬들을 다음과 같이 정의한다.
- {\displaystyle A}를 이 행렬 방정식의 계수 행렬(係數行列, 영어: coefficient matrix)이라고 한다.
- {\displaystyle (A|B)}를 이 행렬 방정식의 첨가 행렬이라고 한다. 즉, 첨가 행렬은 계수 행렬과 상수항들의 행렬을 맞붙여 얻는 행렬이다.

특히, 연립 일차 방정식
{\displaystyle Ax=b}
의 계수 행렬은 {\displaystyle A}, 첨가 행렬은 {\displaystyle (A|b)}이다.

## 성질
행렬 방정식 {\displaystyle AX=B}에 대하여, 다음 두 조건이 서로 동치이다.
- 해가 존재한다.
- {\displaystyle \operatorname {rank} (A)=\operatorname {rank} (A|B)}. 즉, 계수 행렬과 첨가 행렬의 계수가 같다.

연립 일차 방정식 {\displaystyle AX=B}에 대하여, 다음 두 조건이 서로 동치이다.
- 해가 유일하다.
- 계수 행렬 {\displaystyle A}가 가역 행렬이다.

## 응용
첨가 행렬은 행렬 방정식의 풀이와 역행렬 구하기에 응용된다.

## 참고 문헌
- Hoffman, Kenneth; Kunze, Ray (1971). 《Linear algebra》 (영어) 2판. Englewood Cliffs, N. J.: Prentice-Hall. ISBN 0-13-536797-2. MR 0276251. Zbl 0212.36601. Internet Archive LinearAlge(…).
- 丘维声 (2003년 8월). 《高等代数. 下册》 (중국어) 2판. 北京: 高等教育出版社. ISBN 978-7-04-011877-3.